# Odželezovna

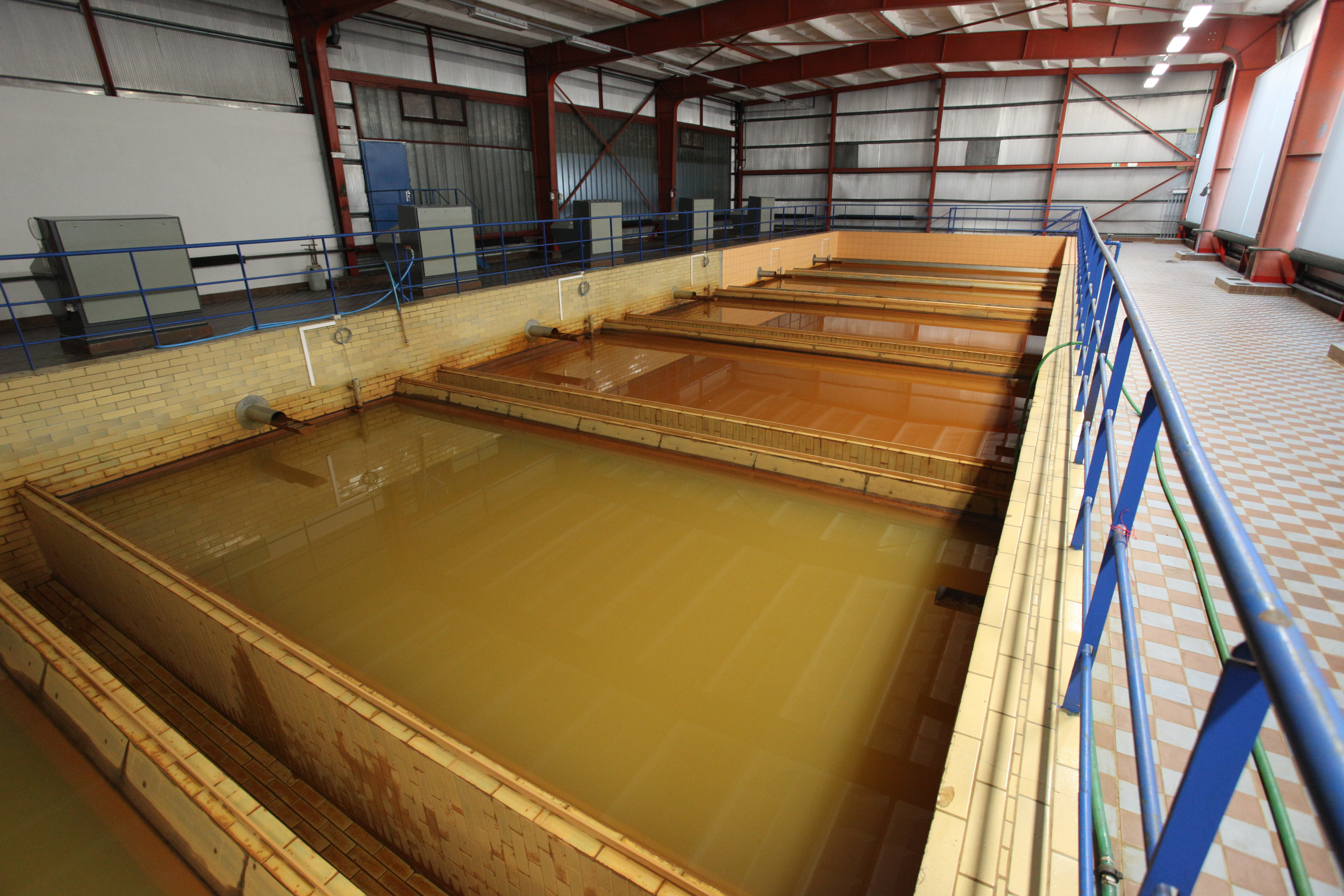
Pískové rychlofiltry odželezovny vod v Káraném

Odželezovna je vodárenské zařízení sloužící k odželeznění vody. Odželezovna se skládá z aeračních místností, pískových filtrů a armaturních částí pro přívod vody a vhánění vzduchu.
Odželezování je prováděno v aeračních místnostech, kdy je voda provzdušňována prudkým přívodem vzduchu. Dochází tak k uvolnění železa ze solí a jeho vyvločkování v dvoumocné podobě. Následně je tato voda transportována na pískové rychlofiltry, kde dojde k zachycení železných vloček. 
Odželezování se provádí jak u odpadních průmyslových vod, tak při přípravě vod pitných.